# Bob Christian
Robert "Bob" Christian (11 de mayo de 1946) es un exjugador de baloncesto estadounidense que disputó cuatro temporadas en la NBA, además de jugar brevemente en la ABA y en la EBA. Con 2,08 metros de estatura, jugaba en la posición de pívot.

## Trayectoria deportiva

### Universidad
Jugó durante su etapa universitaria con los Tigers de la Universidad Estatal de Grambling.

### Profesional
Fue elegido en el puesto 109 del Draft de la NBA de 1969 por Atlanta Hawks, y también por los Dallas Chaparrals en el draft de la ABA, fichando por estos últimos. Pero únicamente disputó un partido con este equipo, y otro más con los New York Nets a lo largo de la temporada, finalizando la misma en la EBA.
Al año siguiente firmó finalmente con los Hawks, con los que disputó tres temporadas con la misión de dar descanso al pívot titular, Walt Bellamy. La más destacada fue la última de ellas, en la que promedió 4,2 puntos y 5,5 rebotes por partido.
En 1973 fue traspasado a Phoenix Suns a cambio de dos futuras rondas del draft, donde jugó su última temporada como profesional como suplente de Neal Walk, promediando 4,8 puntos y 4,2 rebotes por partido. Al año siguiente hizo la pretemporada con los New York Knicks, pero fue despedido antes del comienzo de la competición, aceptando entonces una oferta de Italia, jugando un año más con el Canon Venecia.

## Estadísticas de su carrera en la NBA y la ABA

### Temporada regular
| Temporada | Edad | Equipo            | Liga  | P   | TIT | MIN  | TC  | TCA | %TC  | 3P  | 3PA | %3P | TL  | TLA | %TL  | R.OF. | R.DEF. | REB | ASIS | ROB | TAP | PER | FP  | PTS |
| 1969-70   | 23   | TOTAL             | ABA   | 2   |     | 5.5  | 0.5 | 1.5 | .333 | 0.0 | 0.0 |     | 0.0 | 0.0 |      | 0.5   | 1.0    | 1.5 | 0.0  |     |     | 1.5 | 1.5 | 1.0 |
| 1969-70   | 23   | Dallas Chaparrals | ABA   | 1   |     | 7.0  | 0.0 | 0.0 |      | 0.0 | 0.0 |     | 0.0 | 0.0 |      | 0.0   | 1.0    | 1.0 | 0.0  |     |     | 1.0 | 2.0 | 0.0 |
| 1969-70   | 23   | New York Nets     | ABA   | 1   |     | 4.0  | 1.0 | 3.0 | .333 | 0.0 | 0.0 |     | 0.0 | 0.0 |      | 1.0   | 1.0    | 2.0 | 0.0  |     |     | 2.0 | 1.0 | 2.0 |
| 1970-71   | 24   | Atlanta Hawks     | NBA   | 54  |     | 9.7  | 1.0 | 2.4 | .433 |     |     |     | 0.7 | 1.2 | .625 |       |        | 3.3 | 0.6  |     |     |     | 2.2 | 2.8 |
| 1971-72   | 25   | Atlanta Hawks     | NBA   | 56  |     | 8.7  | 1.2 | 2.5 | .465 |     |     |     | 0.8 | 1.1 | .721 |       |        | 3.2 | 0.5  |     |     |     | 1.4 | 3.1 |
| 1972-73   | 26   | Atlanta Hawks     | NBA   | 55  |     | 13.8 | 1.5 | 2.8 | .548 |     |     |     | 1.1 | 1.4 | .759 |       |        | 5.5 | 0.9  |     |     |     | 2.0 | 4.2 |
| 1973-74   | 27   | Phoenix Suns      | NBA   | 81  |     | 15.4 | 1.7 | 3.6 | .486 |     |     |     | 1.3 | 1.9 | .702 | 1.0   | 3.1    | 4.2 | 1.2  | 0.2 | 0.4 |     | 2.4 | 4.8 |
| Total     |      |                   | TOTAL | 248 |     | 12.2 | 1.4 | 2.9 | .485 | 0.0 | 0.0 |     | 1.0 | 1.4 | .704 | 1.0   | 3.1    | 4.1 | 0.8  | 0.2 | 0.4 | 1.5 | 2.0 | 3.8 |
|           |      |                   | NBA   | 246 |     | 12.2 | 1.4 | 2.9 | .486 |     |     |     | 1.0 | 1.4 | .704 | 1.0   | 3.1    | 4.1 | 0.8  | 0.2 | 0.4 |     | 2.0 | 3.8 |
|           |      |                   | ABA   | 2   |     | 5.5  | 0.5 | 1.5 | .333 | 0.0 | 0.0 |     | 0.0 | 0.0 |      | 0.5   | 1.0    | 1.5 | 0.0  |     |     | 1.5 | 1.5 | 1.0 |

### Playoffs
| Temporada | Edad | Equipo        | Liga | P | MIN | TCA | TC | 3PA | 3P | TLA | TL | R.OF. | REB | ASIS | ROB | TAP | PER | FP | PTS | %TC  | %3P | %FT   | MIN | PTS | REB | AST |
| 1971-72   | 25   | Atlanta Hawks | NBA  | 6 | 34  | 3   | 8  |     |    | 1   | 1  |       | 7   | 0    |     |     |     | 10 | 7   | .375 |     | 1.000 | 5.7 | 1.2 | 1.2 | 0.0 |
| Total     |      |               | NBA  | 6 | 34  | 3   | 8  |     |    | 1   | 1  |       | 7   | 0    |     |     |     | 10 | 7   | .375 |     | 1.000 | 5.7 | 1.2 | 1.2 | 0.0 |